# Piastów (Garwolin)
Pour les articles homonymes, voir Piastów.
Piastów (prononciation : [ˈpjastuf]) est un village polonais de la gmina de Żelechów dans le powiat de Garwolin de la voïvodie de Mazovie dans le centre-est de la Pologne.
Il se situe à environ 8 kilomètres à l'ouest de Żelechów (siège de la gmina), 15 kilomètres au sud-est de Garwolin (siège du powiat) et à 71 kilomètres au sud-est de Varsovie (capitale de la Pologne).
Le village possède une population de 444 habitants en 2008.

## Histoire
De 1975 à 1998, le village appartenait administrativement à la voïvodie de Siedlce.